# Mesochorus vittator
Mesochorus vittator är en stekelart som först beskrevs av Zetterstedt 1838.  Mesochorus vittator ingår i släktet Mesochorus och familjen brokparasitsteklar. Inga underarter finns listade i Catalogue of Life.